# One Week
One Week is een stomme film uit 1920. Het was de eerste film waarin Buster Keaton de hoofdrol speelde.

## Verhaal
Nadat de bruidegom en de bruid zijn getrouwd moeten ze samen in een week tijd hun huis in elkaar zien te zetten. Door sabotage wordt het een erg apart huis met alle ramen, deuren en muren op de verkeerde plek.

## Rolverdeling
| Acteur        | Personage      |
| ------------- | -------------- |
| Buster Keaton | Bruidegom      |
| Sybil Seely   | Bruid          |
| Joe Roberts   | Pianoverhuizer |
| Lon Chaney    | Huizenbouwer   |